# Franz Xaver Niemetschek
Franz Xaver Niemetschek (Niemeczek; Němeček, František Xaver Nmeek), född i staden Sadská, Böhmen, 24 juli 1766, död i Wien 19 mars 1849) var en tjeckisk filosof, lärare och musikkritiker. 
Niemetschek skrev en biografi över Mozart som räknas som den första biografin över tonsättaren. Den är unik inte bara för att den är samtida, utan också för att den är skriven av en god vän. 
Mozart kände musikvetaren och filosofiprofessorn Niemetschek från tiden i Prag och på så sätt hade Niemetschek förstahandsinformation om Mozarts temperamentsfulla karaktär, om hans improvisationstalang och andra detaljer. Hans personliga kontakt med familjen Mozart upphörde inte heller efter Mozarts död 1791. Mozarts änka Constanze anförtrodde också sina två barns utbildning åt vännen från Prag. Med uttalat självförtroende publicerade Niemetschek sin biografi över Mozart 1798 med titeln: Ich kannte Mozart. Leben des k. k. Kapellmeisters Wolfgang Gottlieb Mozart nach Originalquellen beschrieben. (Jag kände Mozart. Den kejserlige kapellmästaren Wolfgang Gottlieb Mozarts liv beskrivet från originalkällorna.) Denna biografi räknas ibland som den första Mozartbiografin, men fem år tidigare kom den nekrolog som Adolf Heinrich Friedrich Schlichtegroll tecknade.